# Isabella County
Isabella County je okres na ve středu jižní části státu Michigan v USA. K roku 2000 zde žilo 63 351 obyvatel. Správním městem okresu je Mt. Pleasant. Celková rozloha okresu činí 1 496 km².

## Sousední okresy
| Růžice kompasu |                 | Clare County    |                | Růžice kompasu |
| Růžice kompasu | Mecosta County  | Sever           | Midland County | Růžice kompasu |
| Růžice kompasu | Mecosta County  | Isabella County | Midland County | Růžice kompasu |
| Růžice kompasu | Mecosta County  | Jih             | Midland County | Růžice kompasu |
| Růžice kompasu | Montcalm County |                 | Gratiot County | Růžice kompasu |